# Intelsat 12
Intelsat 12 – satelita telekomunikacyjny należący do operatora Intelsat, międzynarodowego giganta w tej dziedzinie, który od 1965 roku wyniósł na orbitę przeszło 80 satelitów. Pierwotnie nazywał się Europe*Star 1 i należał do brytyjskiego operatora Europe*Star UK Ltd. W 2005 stał się własnością operatora PanAmSat i otrzymał nazwę PanAmSat 12 (PAS-12). W 2006 roku PanAmSat został przejęty przez konsorcjum Intelsat, a na początku 2007 satelita otrzymał obecną nazwę – Intelsat 12.
Satelita został wyniesiony na orbitę 29 października 2000. Znajduje się na orbicie geostacjonarnej (nad równikiem), na 45. stopniu długości geograficznej wschodniej.
Nadaje sygnał stacji telewizyjnych (także HDTV), radiowych, przekazy telewizyjne oraz dane (oferując usługi dostępu do Internetu) w kilku słabych wiązkach do odbiorców w Europie, Indiach, Afryce Południowej oraz na Bliskim Wschodzie. Zakładany czas pracy satelity wynosi 15 lat.